# Assiett

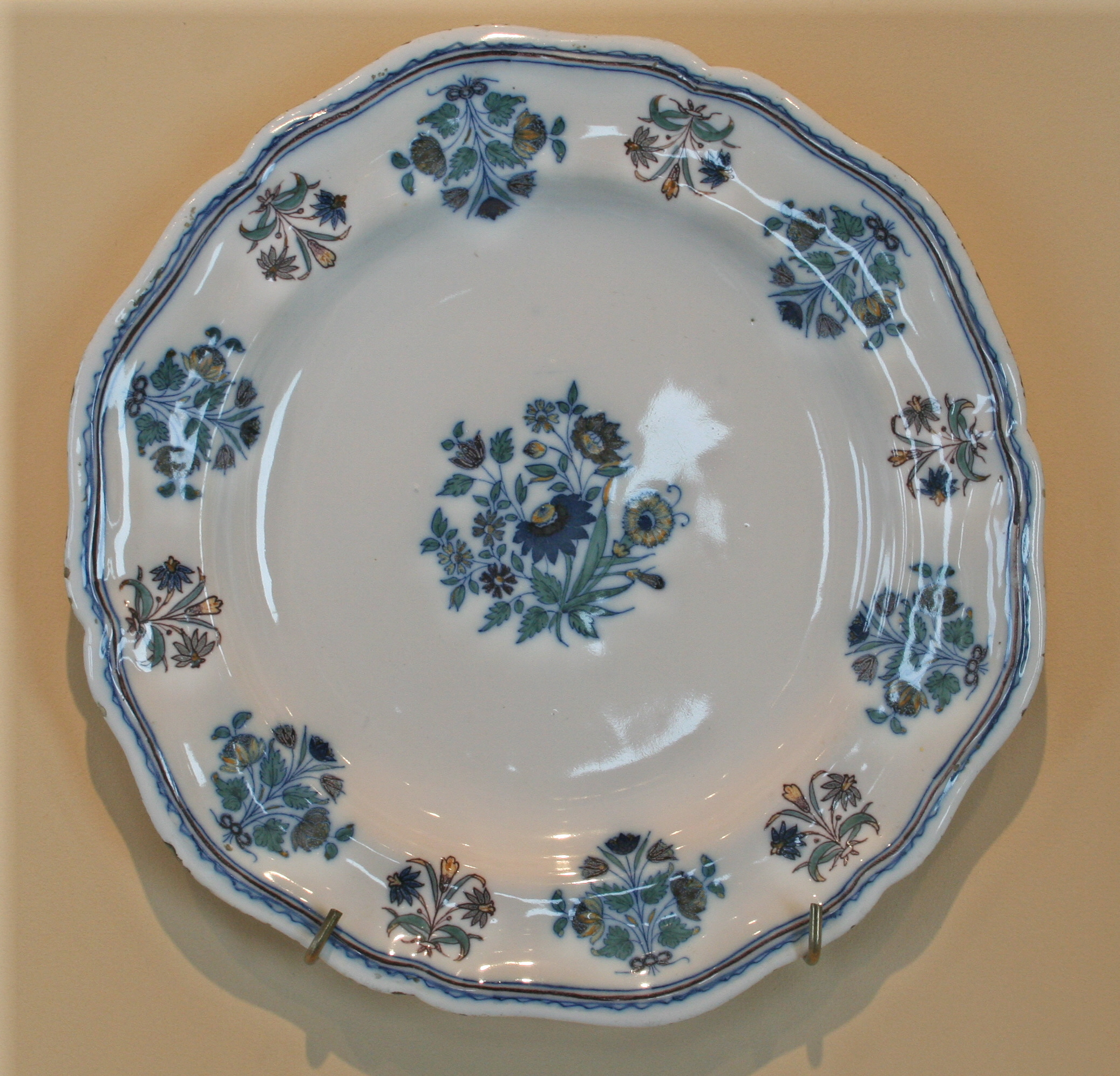
En assiett från en utställning på Musée de la faïence i Marseille, Frankrike.

En assiett är en mindre tallrik som används för till exempel bröd och sallad som serveras som förrätt eller vid sidan om huvudrätten på själva huvudtallriken. Assietten kan givetvis även användas för mindre rätter då en stor tallrik känns onödig. Assietten fungerar även som desserttallrik.
En assiett kan vara tillverkad i exempelvis porslin, glas, keramik/stengods eller plast. Engångsassietter är vanligtvis gjorda av papper.